# Gregorio Osuna Hinojosa
Gral. Gregorio Saavedra Osuna  (1873-1941) fue un militar mexicano que participó en la Revolución mexicana. Nació en Mier, Tamaulipas en 1873. Durante el régimen maderista fue gobernador del distrito sur de la Baja California y Comandante del Cuerpo Rural “Carabineros de Coahuila”, en el que militaba Francisco Murguía, cuerpo que fue parte importantísima en la Decena Trágica. Se incorporó al movimiento constitucionalista a la muerte de Francisco I. Madero en el noroeste del país.
En 1917 fue presidente municipal de la Ciudad de México, luego fue senador de la República. Murió en Ciudad Valles, San Luis Potosí, el primero de febrero de 1941. 